# Анніка Тор
Анніка Тор (швед. Annika Thor; нар. 2 липня 1950 року, Гетеборг, Швеція) — шведська письменниця.
Народилася у єврейській родині.
Перш ніж стати письменницею, працювала секретарем, бібліотекарем і кінокритиком. Тор пише романи, п'єси, кіносценарії, в основному для дітей та підлітків.
На даний час проживає у Стокгольмі.
У 1999 році отримала німецьку премію в галузі дитячої та юнацької літератури за повість «Острів у морі». За ту ж повість у 2000 році була удостоєна Міжнародної літературної премії імені Януша Корчака, ставши її останнім лауреатом.

## Книги
- 1996 — En ö i havet (Острів у морі), видана російською мовою в 2006 році видавництвом «Самокат»
- 1997 — Näckrosdammen (Ставок білих лілій), видана російською мовою в 2008 році видавництвом «Самокат»
- 1998 — Havets djup (Глибина моря), видана російською мовою в 2009 році видавництвом «Самокат»
- 1999 — Oppet hav (Відкрите море), видана російською мовою в 2010 році видавництвом «Самокат»
- 2009 — Fyr och stjärnor (Маяк і зірки), видана російською мовою в 2013 році видавництвом «Самокат»
- 2011 — Truth or Consequences (Правда чи наслідки), видана російською мовою в 2011 році видавництвом «Самокат»